# Montblanc montre

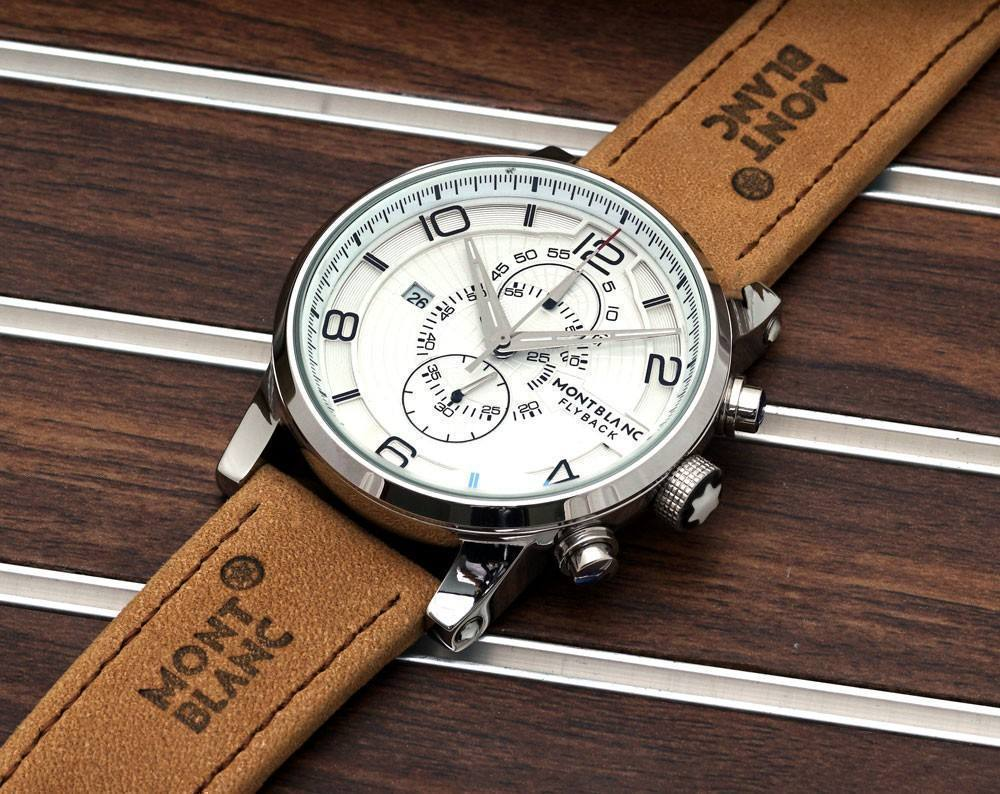
Cronómetro Montblanc

Montblanc montre S.A. es una empresa perteneciente al Grupo Richemont.

## Historia
La firma fue creada en 1906 en Alemania por Alfred Nehemias y Agust Eberstein, como una empresa que fabricaba plumas estilográficas.
En 1993 Montblanc se unió al grupo Richemont, dueño de variadas empresas de lujo.
En 2007 se unió a Minerva, una empresa relojera tradicional, creando el Institut Minerva de Recherche. Uno de los frutos de esta iniciativa fue el reloj de dos caras Metamorphosis.

## Productos
Hoy en día Montblanc sigue creando productos como:
-Artículos de cuero
-Relojes
-Perfumes
-Plumas, bolígrafos y lápices